# Tell Me Lies (série télévisée)
Tell Me Lies, ou Raconte-moi des mensonges au Québec, est une série télévisée américaine créée par Meaghan Oppenheimer et diffusée depuis le 7 septembre 2022 sur le service Hulu. Il s'agit de l'adaptation du roman du même titre de Carola Lovering.
Dans les pays francophones, elle est disponible sur Disney+.

## Synopsis
Tell Me Lies suit une relation tumultueuse mais enivrante qui se déroule sur une période de huit ans. Lorsque Lucy Albright et Stephen DeMarco se rencontrent à l'université, ils sont à l'âge où des choix apparemment banals mènent à des conséquences irrévocables.

## Distribution
- Grace Van Patten (VF : Charlotte Hervieux) : Lucy Albright
- Jackson White (VF : Julien Allouf) : Stephen DeMarco
- Catherine Missal (VF : Karine Foviau) : Bree
- Spencer House (VF : Rémi Caillebot) : Wrigley
- Sonia Mena (VF : Alexandra Garijo) : Pippa
- Branden Cook (VF : Baptiste Marc) : Evan
- Benjamin Wadsworth (VF : Rémi Gutton) : Drew
- Alicia Crowder (VF : Kaïna Blada) : Diana
- Lily McInerny (VF : Clara Quilichini) : Macy
- Tom Ellis (VF : Damien Ferrette) : Oliver (saison 2)
- Thomas Doherty (VF : Romain Altché) : Léo (saison 2)

 Source et légende : version française (VF) sur RS Doublage

## Épisodes

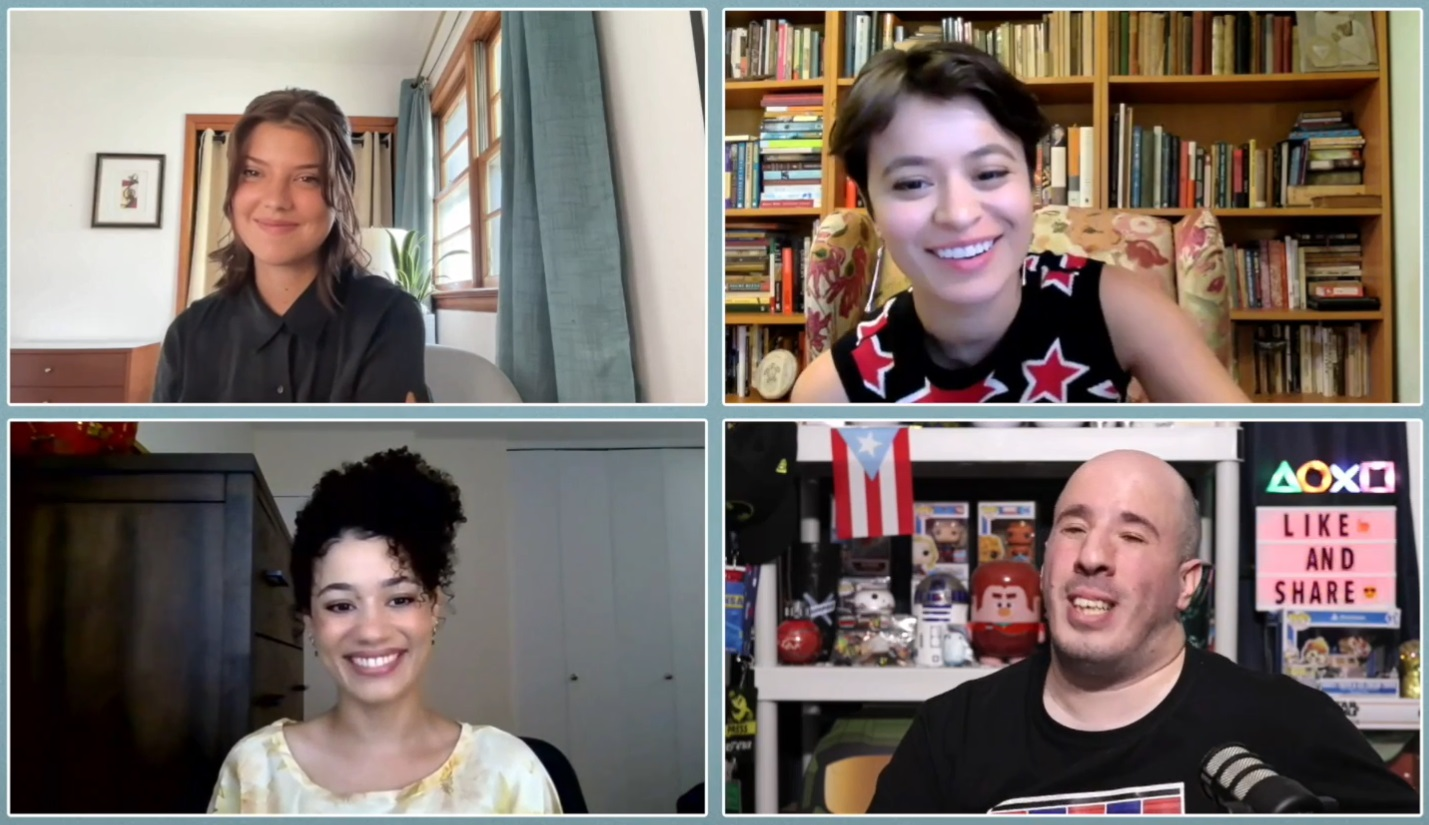
Alicia Crowder (en bas à gauche), Catherine Missal (en haut à gauche), Sonia Mena (en haut à droite), interviewées en 2022

### Première saison (2022)
1. La foudre frappe (Lightning Strikes)
2. Sang chaud (Hot-Blooded)
3. On ne se touche pas, on se percute (We Don't Touch, We Collide)
4. Enlève ton pantalon et ta veste (Take Off Your Pants and Jacket)
5. Joyeux p*tain de Noël (Merry F*cking Christmas)
6. Et je suis désolé si je t'ai envoyé balader (And I'm Sorry If I Dissed You)
7. Un château en Espagne (Castle on a Cloud)
8. Ne gaspille pas tes émotions (Don't Go Wasting Your Emotion)
9. On va tomber avec panache (Sugar, We're Going Down Swinging)
10. Les Chambres à coucher de nos amis (Bedrooms of Our Friends)

### Deuxième saison (2024)
Le 29 novembre 2022, la série est renouvelée pour une deuxième saison, diffusée à partir de septembre 2024 sur Hulu.
1. Vous avez eu une réaction, n'est-ce pas ? (You Got a Reaction, Didn't You?)
2. Virage à 180 (I Shall Now Perform a 180 Flip-Flop)
3. Je n'ai aucun secret pour moi-même (I Can See Right Through Myself)
4. Rien que des gamins équilibrés (Just Stable Children)
5. Malveillantes, insolentes, scandaleuses et tout simplement méchantes (Evil, Ornery, Scandalous, and Evil)
6. Tu vas recourir aux injures maintenant ? (Give Me Something That I Need)
7. Je ne me noie pas assez vite à ton goût (I’m Not Drowning Fast Enough)
8. Ne lutte pas, je ne t'en aimerai que davantage (Don't Struggle Like That, Or I Will Only Love You More)